# Morulina alia
Morulina alia är en urinsektsart som beskrevs av Christiansen och Bellinger 1980. Morulina alia ingår i släktet Morulina och familjen Neanuridae. Inga underarter finns listade i Catalogue of Life.